# Сафаров, Лятиф Башир оглы
Лятиф Башир оглы Сафаров  (азерб.  Lətif Bəşir oğlu Səfərov) — азербайджанский советский режиссёр, Заслуженный деятель искусств Азербайджанской ССР (1960).

## Биография
Лятиф Сафаров родился в Шуше 30 сентября 1920 года. В возрасте 7 лет снялся в фильме Л. Мура «Дочь Гиляна». В 1928—1931 годах в Баку снялся в фильмах «Севиль», «Лятиф», «Дорога на восток», «Золотой куст». В 1931 году поступил в Гянджинский педагогический техникум. После окончания вернулся в Баку, работал в отделе дубляжа актёром, а затем ассистентом режиссёра, дублировал на азербайджанский язык такие известные фильмы, как «Чапаев», «Ленин в Октябре», «Мы из Кронштадта».
В 1940 году Лятиф Сафаров поступил на факультет режиссуры Московского института кинематографии (ВГИК) на курс Г. Козинцева. Начавшаяся война прервала учёбу. В 1941—1946 годах работал учителем в Барде. В 1946 году он вернулся в Москву и продолжил своё образование во ВГИКе. Был однокурсником Эльдара Рязанова, Виллена Азарова, Станислава Ростоцкого, Вениамина Дормана, Лии Дербышевой. В 1950 году окончив учёбу, начал работать на Бакинской киностудии. В начале 1950-х годов осуществил постановку нескольких документальных фильмов.
В 1955 году он снял свой первый фильм «Любимая песня» («Бахтияр»). На главную роль был приглашен Рашид Бейбутов. В фильме прозвучали песни «Баку», «Зибейда», «Золотое кольцо», музыку к которым написал композитор Тофик Кулиев. В 1957 году Л. Сафаров снял художественный фильм «Под знойным небом» по мотивам произведения Гасана Сеидбейли «Сельский врач». В 1958 году он снял киноочерк «Баку и бакинцы». Позже им был снят фильм про вечную любовь — «Лейли и Меджнун». В 1958 году его избрали первым секретарем Союза Кинематографистов Азербайджанской ССР.
12 декабря 1963 года Лятиф Сафаров покончил жизнь самоубийством.

## Семья
Первая супруга — Васюкова Фаина Николаевна (1920—2003). Были женаты с 1946 по 1956.
- Сын — Сафаров Лятиф Лятифович (1949—2004).
  - Внучка — Сафарова Мария Лятифовна (род. 1971).
  - Внук — Сафаров Лятиф Лятифович (род. 1977).
- Дочь — Сафарова Анна Лятифовна (род. 1951). В настоящее время носит фамилию Жедрина.
  - Внук — Жедрин Иван Александрович (род. 1979).

Позднее Лятиф Сафаров женился на азербайджанской певице Шовкет Алекперовой. В этом браке у пары родился сын Башир. После самоубийства Сафарова Алекперова не выходила замуж, посвятив жизнь карьере и семье.

## Награды
- орден «Знак Почёта» (09.06.1959)